# Aeroportul Skikda
Aeroportul Skikda (IATA: SKI, ICAO: DABP) este un aeroport din Algeria.
Situat la o altitudine de 7 m, aeroportul dispune de o singură pistă.